# 1761
- Wikisource

| Calendário gregoriano                                                        | 1761 MDCCLXI                        |
| Ab urbe condita                                                              | 2514                                |
| Calendário arménio                                                           | 1210 – 1211                         |
| Calendário bahá'í                                                            | -83 – -82                           |
| Calendário budista                                                           | 2305                                |
| Calendário chinês                                                            | 4457 – 4458 Início a 5 de fevereiro |
| Calendário copta                                                             | 1477 – 1478                         |
| Calendário etíope                                                            | 1753 – 1754                         |
| Calendários hindus - Vikram Samvat - Calendário nacional indiano - Cáli Iuga | 1816 – 1817 1682 – 1683 4861 – 4862 |
| Calendário Holoceno                                                          | 11761                               |
| Calendário islâmico                                                          | 1175 – 1176                         |
| Calendário judaico                                                           | 5521 – 5522                         |
| Calendário persa                                                             | 1139 – 1140                         |
| Calendário rúnico                                                            | 2011                                |
| Calendário solar tailandês                                                   | 2304                                |

1761 (MDCCLXI, na numeração romana)  foi um ano comum do século XVIII do actual Calendário Gregoriano, da Era de Cristo, e a sua letra dominical foi D (53 semanas), teve início a uma quinta-feira e terminou também a uma quinta-feira.
| Ano completo                        |
| ----------------------------------- |
| Ano comum com início à quinta-feira |

## Eventos
- Inicia-se a reconstrução da Igreja de São Tiago Maior, da Ribeira Seca, ilha de São Jorge, destruída em 9 de Julho de 1757 pelo Mandado de Deus, templo que datava do século XVI.
- Terminam as obras de reconstrução da Igreja de São Lázaro, no Norte Pequeno, ilha de São Jorge, destruída em 9 de Julho de 1757 pelo Mandado de Deus.
- Fundada a Faber-Castell.

### Fevereiro
- 12 de fevereiro
  - Portugal toma a dianteira na abolição da escravatura no Reinado de D. José I de Portugal, pelo Marquês de Pombal.
  - Assinatura do Tratado de El Pardo, para resolver as dificuldades enfrentadas ao longo da década de 1750 para demarcar as possessões portuguesa e espanhola da América do Sul.

### Setembro
- 29 de setembro - Um ciclone tropical atinge o Grupo Central dos Açores.[1]

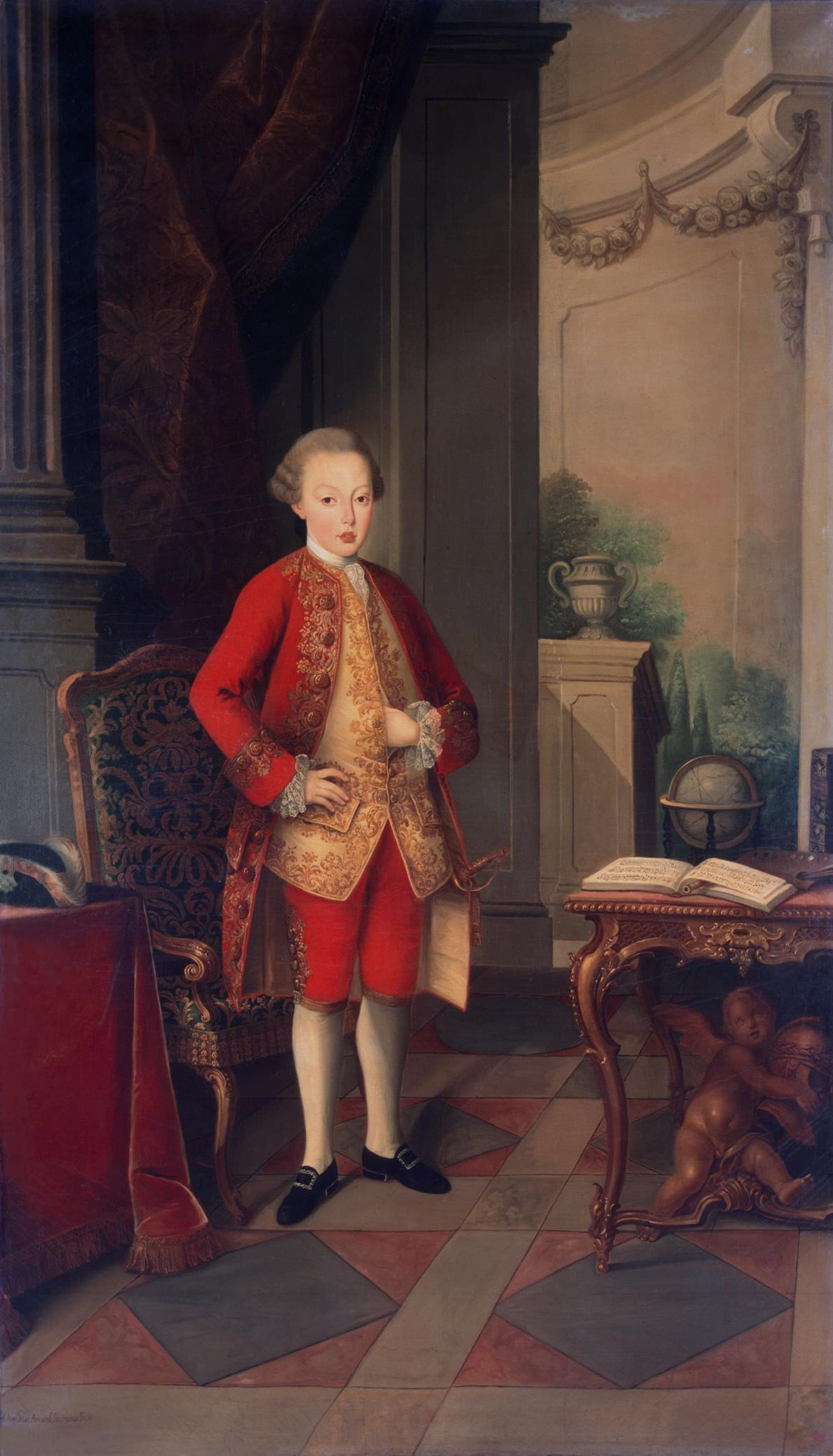
D. José, Duque de Bragança, Príncipe da Beira e do Brasil. Retrato de Miguel António do Amaral. Museu do Hermitage, São Petersburgo, Rússia.

### Novembro
- 22 de novembro - Início da mais recente erupção terrestres ocorrida na ilha Terceira, local do Pico das Caldeirinhas ou Picos Gordos.[2]

## Nascimentos
- 6 de Janeiro - Kaspar Maria von Sternberg, naturalista checo (m. 1838)
- 20 de Agosto - José, Duque de Bragança, herdeiro de Portugal.
- 22 de Outubro - Antoine Barnave, político francês (m. 1793).
- 20 de Novembro - Papa Pio VIII.

## Por tema
- 1761 na ciência
- 1761 na literatura
- 1761 no teatro